# Coppa del Re 2009 (hockey su pista)
La Coppa del Re 2009 è stata la 66ª edizione della principale coppa nazionale spagnola di hockey su pista. La competizione ha avuto luogo con la formula della final eight dal 21 al 22 marzo 2009 presso il Pazo dos Deportes de Riazor di La Coruña.
Il trofeo è stato conquistato dal Vic per la seconda volta nella sua storia superando in finale il Barcellona.

## Squadre partecipanti
Le squadre qualificate sono le prime otto classificate al termine del girone di andata dell'OK Liga 2009-2010.
| Club            | Qualificazione                             |
| --------------- | ------------------------------------------ |
| Liceo La Coruña | 1º posto nel girone di andata dell'Ok Liga |
| Barcellona      | 2º posto nel girone di andata dell'Ok Liga |
| Reus Deportiu   | 3º posto nel girone di andata dell'Ok Liga |
| Vic             | 4º posto nel girone di andata dell'Ok Liga |
| Noia            | 5º posto nel girone di andata dell'Ok Liga |
| Lleida          | 6º posto nel girone di andata dell'Ok Liga |
| Blanes          | 7º posto nel girone di andata dell'Ok Liga |
| Igualada        | 8º posto nel girone di andata dell'Ok Liga |

## Risultati

### Quarti di finale
| Squadra 1       | Risultato | Squadra 2 |
| --------------- | --------- | --------- |
| 19 marzo 2009   |           |           |
| Vic             | 4 - 1     | Noia      |
| Liceo La Coruña | 6 - 3     | Igualada  |
| 20 marzo 2009   |           |           |
| Barcellona      | 3 - 1     | Blanes    |
| Reus Deportiu   | 2 - 1     | Lleida    |

### Semifinali
| Squadra 1     | Risultato | Squadra 2       |
| ------------- | --------- | --------------- |
| 21 marzo 2009 |           |                 |
| Vic           | 2 - 1     | Liceo La Coruña |
| Barcellona    | 4 - 2     | Reus Deportiu   |

### Finale
| La Coruña 22 marzo 2009 | Vic | 2 – 1 | Barcellona | Pazo dos Deportes de Riazor |